# Дісавл
Дісавл (дав.-гр. Δυσαύλης) — персонаж давньогрецької міфології, житель Елевсіна, козопас, чоловік Баубо.
Можливо був першою людиною, яка народилася на полі, яке засіяв Рар. Коли Деметра в пошуках Персефони, прийнявши облич простої жінки, з'явилася в Елевсін, Дісавл і Баубо радо прийняли її в своєму будинку, розважали, накормили і напоїли. Сини Дісавла, Тріптолем і Евбулей, повідомили богині про долю її дочки, за що Деметра подарувала Тріптолему колісницю, запряжену драконами, дерев'яну соху і зерна пшениці та навчила його мистецтву землеробства.
Іон вигнав Дісавла з Елевсіна. Тоді той започав таїнства Деметри у Фліунті. Встановив також таїнства богині в Келеї, дав місцевості однойменну назву. Похований там.
За іншою версією, Деметру пригощав у своєму будинку елевсінський цар Келей і його дружина Метаніра, а Триптолем і Евбулей — їхні сини. Ймовірно, Дісавл — брат Келея.
Існує також думка, що Дісавл — це ім'я, отримане царем Келеєм після втрати ним двох синів — Абанта, перетвореного Деметрою в ящірку, і Демофонта, який згорів при спробі Деметри зробити його безсмертним шляхом загартування у вогні.